# Основно училище „Св. Климент Охридски“ (Попово)
Основно училище „Св. Климент Охридски“ се намира в гр. Попово, Област Търговище.

## Имена
- 1883 – 1902 г.: Окръжно третокласно мъжко училище
- 1902 – 1907 г.: Третокласно смесено училище
- 1907 – 1916 г.: Смесена прогимназия
- 1916 – 1920 г.: Общинска смесена непълна гимназия
- 1920 – 1932 г.: Общинска смесена прогимназия
- 1932 – 1936 г.: Народна смесена прогимназия
- 1936 – 1939 г.: Средищна общинска прогимназия
- 1939 – 1944 г.: Народна прогимназия „Свети Климент“
- 1944 – 1950 г.: Народна смесена прогимназия „Климент Охридски“
- 1950 – 1957 г.: Присъединено към Единно смесено средно училище „Георги Димитров“
- 1957 – 1962 г.: Народно основно училище „Климент Охридски“
- 1962 – 1981 г.: Първо основно училище „Климент Охридски“
- 1981 – 1991 г.: Второ единно средно политехническо училище „Климент Охридски“
- 1991 – 1997 г.: Второ средно общообразователно училище „Климент Охридски“
- от 1997 г.: Основно училище „Свети Климент Охридски“

## Директори
Окръжно третокласно училище
- 1. Стефан Гунчев (1890 – 1894 г.)
- 2. Вартоломей Робертович (1894 – 1895 г.)
- 3. Юрдан Стойчев (1895 – 1900 г.)
- 4. Светослав Ангелов (1900 – 1902 г.)

Третокласно смесено училище
- 5. Хараламби Георгиев Фичев (1902 – 1904 г.)
- 6. Стоичко Захариев (1904 – 1907 г.)

Смесена прогимназия
- 6. Стоичко Захариев (1907 – 1908 г.)
- 7. Стефан С. Тодоров (1908 – 1911 г.)
- 8. Н. Пасков (1911 – 1912 г.)

Поповска прогимназия с непълна гимназия
- 9. Петър Димитров Свраков (1912 – 1915 г.)
- 10. Коста Аврамов (1915 – 1918 г.)

Общинска смесена непълна гимназия с прогимназия
- 11. Георги Трифонов Хаджичернев (1918 – 1920 г.)

Общинска смесена прогимназия
- 12. Христо Цанев Христов (1920 – 1922 г.)
- 13. Димитър Цонев Йовчев (1922 – 1927 г.)
- 14. Стоян Димитров Дачев (1927 г.)
- 15. Георги Калчев (1927 г.)
- 16. Христо Цанев Христов (1927 – 1929 г.)
- 17. Ганчо (Ганю) Събев Стоянов (1929 – 1931 г.)

Народна смесена прогимназия
- 18. Кръстю Петров Георгиев (1931 – 1933 г.)
- 19. Станчо Атанасов Бакалов (1933 г.)
- 20. Марко Николов Русев (1933 – 1937 г.)

Средищна общинска прогимназия
- 21. Станчо Атанасов Бакалов (1937 – 1938 г.)

Народна прогимназия „Свети Климент“
- 22. Анастас Раднев Недялков (1938 – 1944 г.)

Народна смесена прогимназия „Климент Охридски“
- 23. Георги Калчев (1944 – 1945 г.)
- 24. Димитър Тодоров Иванов (1945 – 1948 г.)
- 25. Панайот Панайотов Лунчев (1948 – 1950 г.)

Прогимназиален курс на Единно смесено средно училище „Георги Димитров“
- 26. Иван Атанасов Радев (1950 – 1957 г.)

Народно основно училище „Климент Охридски“
- 27. Георги Станчев Митев (1957 – 1962 г.)

Първо основно училище „Климент Охридски“
- 28. Тодорка Тодорова Грошевска (1962 – 1966 г.)
- 29. Дамян Петров Минчев (1966 – 1968 г.)
- 30. Петър Великов Тинев (1968 – 1971 г.)
- 31. Иван Станев Колев (1971 г.)

I ОУ – II ЕСПУ – II СОУ „Климент Охридски“
- 32. Илия Стойчев Вълканов (1971 – 1997 г.)

Основно училище „Св. Климент Охридски“
- 33. Колю Динков Георгиев (1997 – 1998 г.)
- 34. Кармелина Панайотова Колева (от 1998 г. до днес)

## Наградени учители
- Васил Ангелов Василев – с орден „Кирил и Методий“ II степен
- Вълка Тодорова Данкова – с медал „Трудово отличие“
- Георги Станчев Митев – с орден „Кирил и Методий“ I степен
- Георги Димитров Трифонов – с орден „Кирил и Методий“ I степен
- Георги Цонев Георгиев – „отличник на МНП“
- Дамян Петров Минчев – с орден „Кирил и Методий“ II степен
- Данка Кръстева Кьосева – с орден „Кирил и Методий“ II степен
- Димитър Тодоров Иванов – с орден „Кирил и Методий“ I степен и орден „Червено знаме на труда“
- Добри Кръстев Добрев – с орден „Кирил и Методий“ III степен
- Драган Тодоров Шекерджиев – с орден „Кирил и Методий“ III степен
- Здравка Николаева Йорданова – „отличник на МНП“
- Иван Станев Колев – с орден „Кирил и Методий“ II степен
- Иванка Минева Иванова – „отличник на МНП“
- Илия Стойчев Вълканов – „отличник на МНП“ и орден „Кирил и Методий“ I степен
- Йордан Иванов Йорданов – „отличник на МНП“
- Йордан Иванов Йорданов – с орден „Кирил и Методий“ I и II степен
- Кина Георгиева Костова – с орден „Кирил и Методий“ III степен
- Косьо Минчев Иванов – с медал „Трудово отличие“, „отличник на МНП“
- Николина Славева Нейчева – с орден „Кирил и Методий“ III степен
- Мария Ганева Бакалова – със значка „Отличник в читалищната самодейност“
- Пенчо Минчев Колев – с орден „Кирил и Методий“ I, II и III степен, заслужил учител
- Петър Великов Тинев – с орден „Кирил и Методий“ III степен
- Радославка Василева Димова – с медал „Климент Охридски“
- Славка Русева Цонева – с орден „Кирил и Методий“ III степен, „отличник на МНП“, златна значка „За педагогическо майсторство“
- Стефка Иванова Попвеличкова – с орден „Кирил и Методий“ III степен
- Стилияна Игнатова Димова – заслужил учител
- Стоянка Пенчева Иванова – с медал „Трудово отличие“
- Тодор Петков Тодоров – с орден „Кирил и Методий“ II степен
- Тодор Траянов Тодоров – „отличник на МНП“
- Тотьо Минев Тотев – с медал „Трудово отличие“
- Христо Недев Цонев – с орден „Кирил и Методий“ II степен
- Цветана Спиридонова Шекерджиева – с орден „Кирил и Методий“ II степен
- Цонка Йовчева Лазарова – „отличник на МНП“, орден „Неофит Рилски“
- Цоньо Станев Цонев – „старши учител“

## Учители-художници
- Ваня Стефанова Йовчева
- Веселка Димитрова Маджарова
- Деливер Деливеров Деливеров
- Деян Христов Йорданов
- Красимир Добрев Добрев-Доктора
- Нели Христова Димитрова
- Румяна Димитрова Радева

## Хронология
- 1883 г. – за учебната 1883/1884 г. се открива Първи прогимназиален клас в „Жълтото“ училище от 12 ученици и учители Рогев и Клисаров. Официално училището се нарича Окръжно третокласно мъжко училище.
- 1886 г. – построена е първата сграда на Прогимназията, започната две години по-рано /в нея днес се помещава помощно училище „Паисий Хилендарски“/.
- 1894 г. – отделя се основното /началното/ училище от класното /Прогимназията/. Дотогава са били заедно с едни и същи учители.
- 1934 г. – основан е училищен фонд „Христо Цанев“ по негова воля към Прогимназията от близките му след неговата смърт с капитал 10000 лв. Фондът служи за подпомагане от лихвите на тази сума на двама отлични ученици от трети прогимназиален клас всяка година, произхождащи от бедни семейства.
- 1937 г. – построена е нова сграда на Прогимназията в северната част на двора, състояща се от четири класни стаи и малка канцелария.
- 6 октомври 1939 г. – Учителският съвет на Прогимназията, по предложение на директора Анастас Раднев и учителя Асен Ангелов, взема решение тя да носи името на свети Климент Охридски – първия български учител, като е решено честването на патрона да става всяка година на 8. декември.
- 1945 г. – извършва се чистка на педагогическия персонал от „учители-фашисти“ в училищата на Поповска околия. Уволнени са завинаги от всички училища в страната тридесет учители, преподаващи в Поповско а други десет са преместени в други селища, въз основа на Наредбата-закон за прочистване на учителския и преподавателския персонал в народните основни средни училища.
- 4 септември 1950 г. – Девическата гимназия е закрита и на нейно място заедно с Прогимназията е основано новото Смесено пълно средно общообразователно училище „Георги Димитров“ с начален, среден и горен курс на обучение.
- 1957 г. – Прогимназията е възстановена и получава официалното име Народно основно училище „Климент Охридски“.
- 1962 г. – от НОУ „Климент Охридски“ се отделя ново училище: Второ основно училище, сегашното ОУ „Н. Й. Вапцаров“. Учителският колектив е избран между учителите на „Климент Охридски“. Прогимназията остава под името I ОУ „Климент Охридски“.
- 19 февруари 1966 г. – завършва строежът на новата сграда за V, VI и VII клас на I ОУ „Климент Охридски“ (сегашната сграда на ОУ „Любен Каравелов“), която се открива при много тържествена обстановка. Училището става базово за Поповски район.
- 6 септември 1969 г. – МС и ЦС на БПС в България награждават колектива на I ОУ за постигнати високи успехи в юбилейното съревнование в чест на 25 години от социалистическа революция в България с „Грамота на победата“.
- 1971 г. – целият начален курс и част от останалите ученици с половината от учителите на I ОУ преминават към Гимназията – новото ЕСПУ. Към I ОУ преминават паралелки на НУ „Кирил и Методий“, паралелките на помощното училище и тези от детската градина на „Кирил и Методий“.
- 18 май 1973 г. – министърът на народната просвета Ненчо Станев прерязва лентата на новата сграда на I ОУ „Климент Охридски“ на сегашната ул. „Райна Княгиня“ № 4. Сградата е построена от бригадата на майстора Витан Николов Пенев.
- 1976 г. – I ОУ „Климент Охридски“ печели второ място в страната и материална награда на VII републикански преглед „Шеста петилетка“ за материалната си база и нейното ефективно използване.
- 1977 г. – I ОУ „Климент Охридски“ е обявено за училище – Окръжен първенец в съревнованието на VIII републикански преглед. Училището е наградено със знаме, грамота и парична награда.
- 1981 г. – във връзка с реформата на образователната система за учебната 1981/1982 г., I ОУ „Климент Охридски“ прераства във II ЕСПУ „Климент Охридски“ с IX и X клас. За пръв път в Училището ще се обучават шестгодишни деца в първи клас.
- 19 март 1983 г. – пионерският хор при II ЕСПУ състоящ се от 75 хористи, с ръководител и дирижиран от Мария Бакалова, става Лауреат на VI републикански фестивал на художествената самодейност и носител на златен медал.
- 8 декември 1984 г. – II ЕСПУ „Кл. Охридски“ чества своята 100-годишнина под названието „100 години класно училище в Попово“.
- 30 юни 1985 г. – учителският колектив при II ЕСПУ заема първо място в Търговищки окръг за периода 1984/1985 г. за цялостната си дейност.
- 7 декември 1986 г. до януари 1987 г. – след поредица от силни земни трусове сградата на II ЕСПУ, подобно на други училищни сгради в града, се оказва сериозно пострадала и е затворена. Учебните занятия до края на учебната година се водят в други училища, както и в с. Светлен и Търговище. Ремонтът на пострадалата от земетресението сграда приключва в началото на учебната 1987 г.
- 1987 г. – експедиционният отряд „Петко Мартинов“ с ръководител Радославка Димова, основан през 1979 г., става Първенец на републиканския пионерски сбор, а в заключителния етап на републиканския сбор на експедиционните средношколски отряди, отряд „Мара Тасева“ с ръководител Георги Георгиев печели второ място.
- 1987 г. – десетокласниците на II ЕСПУ под ръководството на ст. л-т Г. Георгиев, учител по начално военно обучение /НВО/, стават Комплексен първенец във военно-полевата подготовка.
- 1989 г. – експедиционният отряд „Петко Мартинов“ на II ЕСПУ за пети пореден път е републикански първенец.
- 1991 г. – II ЕСПУ „Климент Охридски“ е преименувано във II СОУ „Кл. Охридски“.
- 8 декември 1994 г. – в читалищния салон тържествено е отбелязана 110-годишнината на училище „Климент Охридски“ с богата културна самодейна програма.
- 27 март 1997 г. – със заповед № РД – 14 – 12, МОНТ преобразува II СОУ „Климент Охридски“ и НУ „Кирил и Методий“ в ОУ „Св. Климент Охридски“, считано от учебната 1997/1998 г. Учебната дейност се води и в двете сгради.
- 24 май 1999 г. – ОУ „Св. Климент Охридски“ изпраща и се сбогува с последния си випуск абитуриенти – единадесетокласници.
- 2000 г. – към ОУ „Св. Климент Охридски“ е присъединено закритото ОУ „Св. св. Кирил и Методий“ – с. Паламарца. Децата от селото от учебната 2000 / 2001 г. са извозвани ежедневно до новото си училище за учебните занятия.
- 2003-2004 г. – към ОУ „Св. Климент Охридски“ преминава закритото ОУ „Никола Мутафа“ на с. Ковачевец. Учениците от V до VIII клас от селото са превозвани ежедневно до училището в Попово за учебните занятия.
- 2004 г. – националната федерация „Спорт в училище“ награждава ОУ „Св. Климент Охридски“ и учителят по физическо възпитание и спорт Ганчо Маринов за принос в развитието на ученическия спорт – „20 години ученически игри“.
- 8 декември 2004 г. – при много тържествена обстановка и препълнена читалищна зала с ученици, гости, бивши и настоящи учители, ОУ „Св. Климент Охридски“ отбеляза своя 120-годишен юбилей с изцяло самодейна и много богата програма, изнесена от неговите ученици.